# Sean Maher
Sean Maher, född 16 april 1975 i Pleasantville, New York, är en amerikansk skådespelare.
Maher är mest känd för rollen som Simon Tam i kultserien Firefly.

## Roller i urval
- 2000 – Ensamma hemma (TV-serie) (7 avsnitt)
- 2002–2003 – Firefly (TV-serie) (14 avsnitt)
- 2003 – CSI: Miami (TV-serie) (1 avsnitt)
- 2005 – Ghost Whisperer (TV-serie) (1 avsnitt)
- 2005 – Serenity (TV-film)
- 2009 – Drop Dead Diva (TV-serie) (1 avsnitt)
- 2010 – The Mentalist (TV-serie) (7 avsnitt)
- 2011–2012 – Make It or Break It (TV-serie) (8 avsnitt)
- 2013–2014 – Arrow (TV-serie) (2 avsnitt)
- 2015 – Looking (TV-serie) (1 avsnitt)
- 2018 – 9-1-1 (TV-serie) (1 avsnitt)
- 2019 – The Rookie (TV-serie) (1 avsnitt)